# Rendlesham Forest

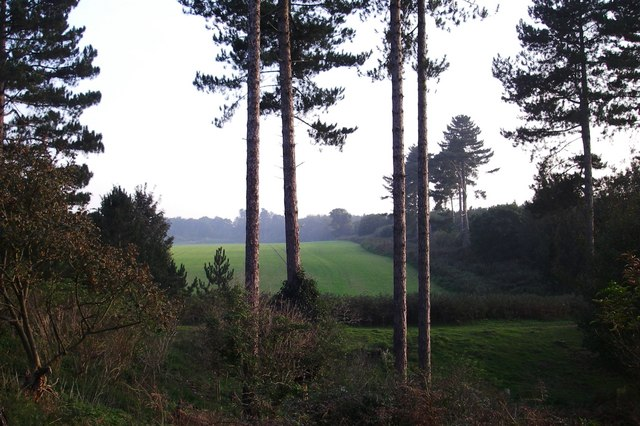
Rendlesham Forest

Der Rendlesham Forest ist ein etwa 1,5 km² großes Waldgebiet östlich von Bromeswell etwa 13 km östlich von Ipswich. Im Wald befindet sich der Stützpunkt MoD Woodbridge der British Army mit einem Flugplatz. Hier kam es am 26. und 28. Dezember 1980 zu zwei Ereignissen, die in der Ufologie als Rendlesham-Forest-Zwischenfall bekannt wurden.